# 第18回20か国・地域首脳会合
第18回20か国・地域首脳会合（だい18かい20かこく・ちいきしゅのうかいごう、別名：2023年G20ニューデリー・サミット、英語: G20 New Delhi summit)とは、2023年9月にインドのニューデリーバーラト・マンダパム国際コンベンションセンターにて開催された通算18回目のG20首脳会合である。

## 参加首脳

### G20メンバー

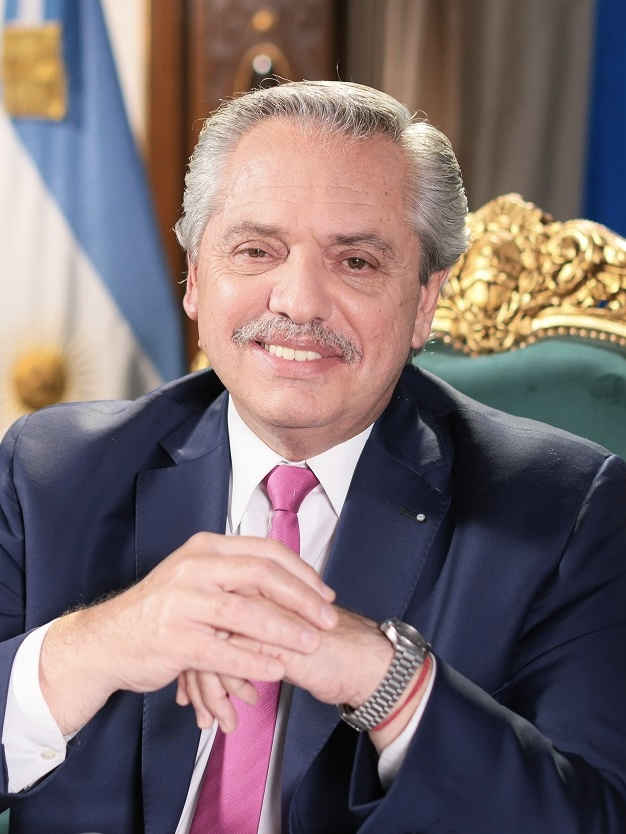
アルゼンチン アルベルト・フェルナンデス大統領
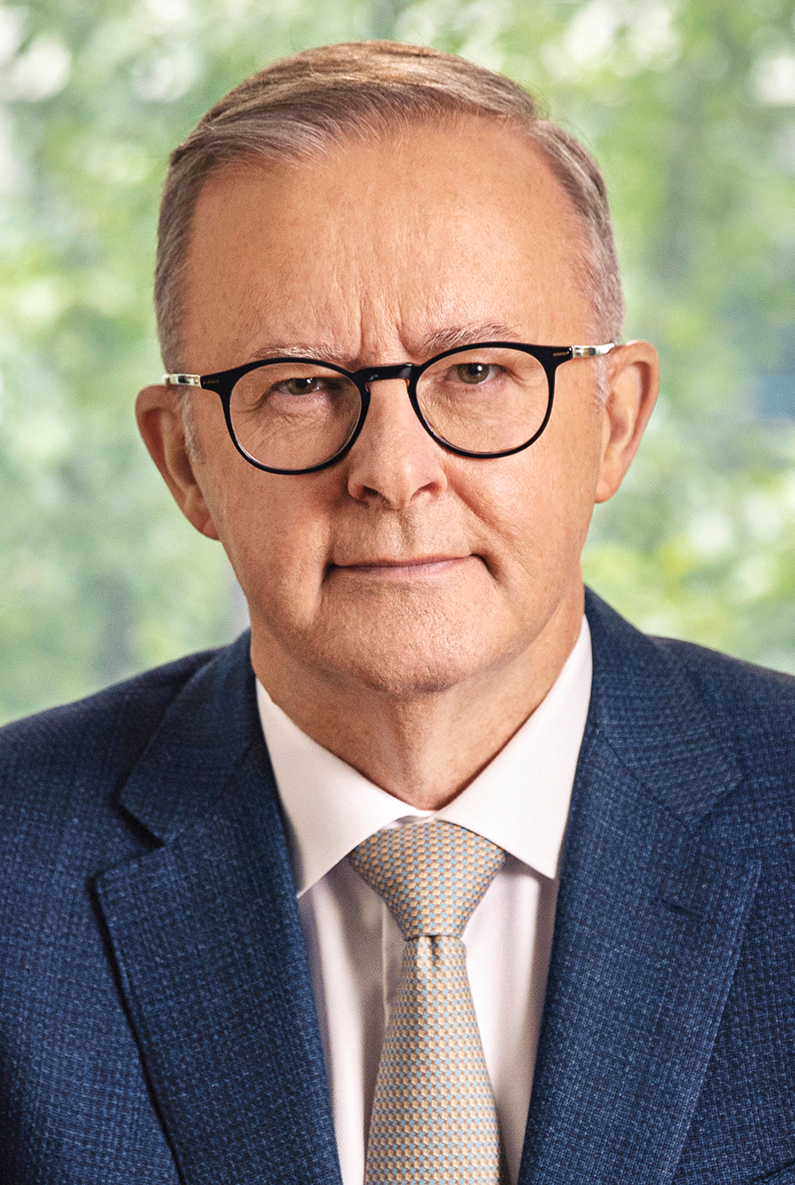
オーストラリア アンソニー・アルバニージー首相
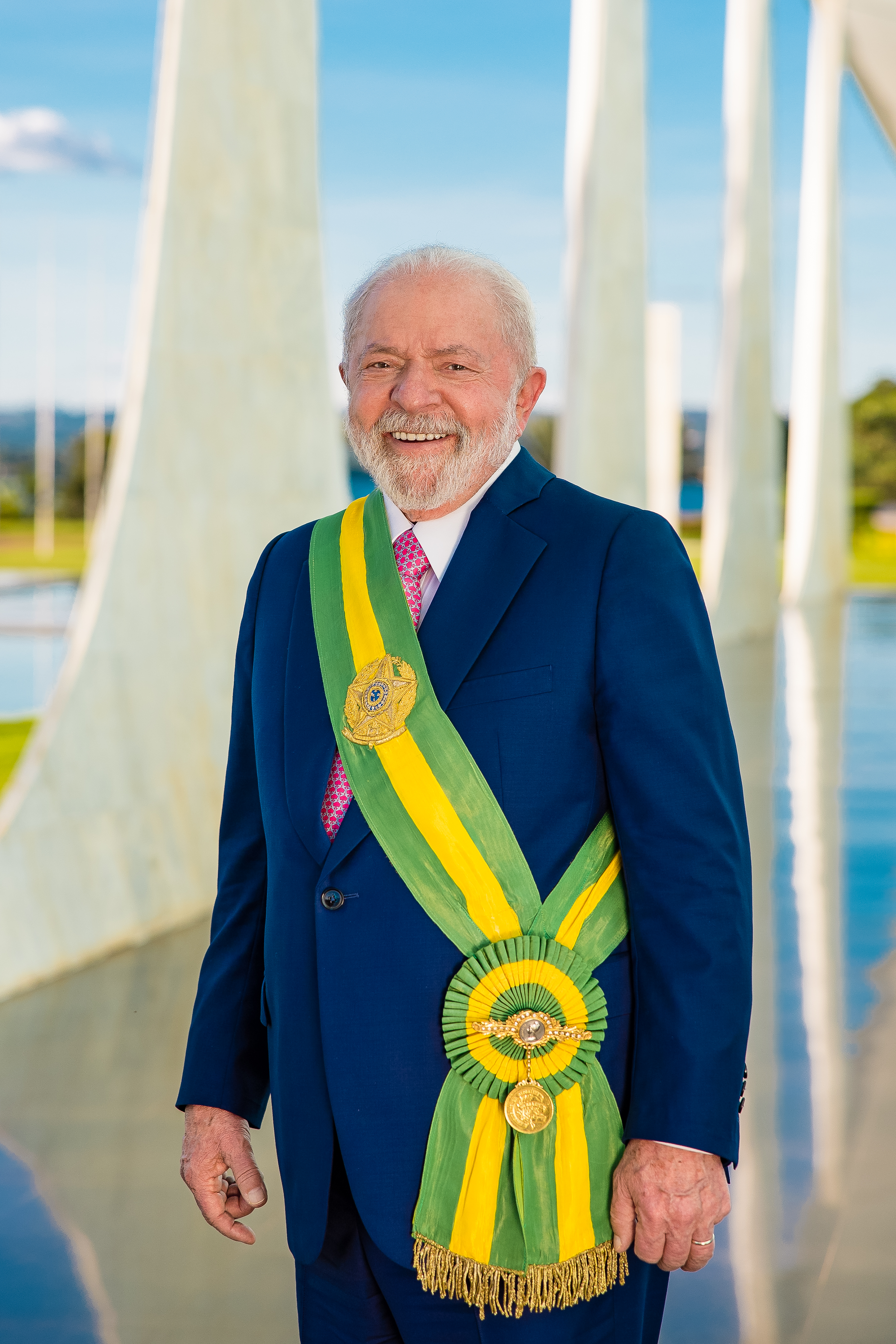
ブラジル ルイス・イナシオ・ルーラ・ダ・シルヴァ大統領
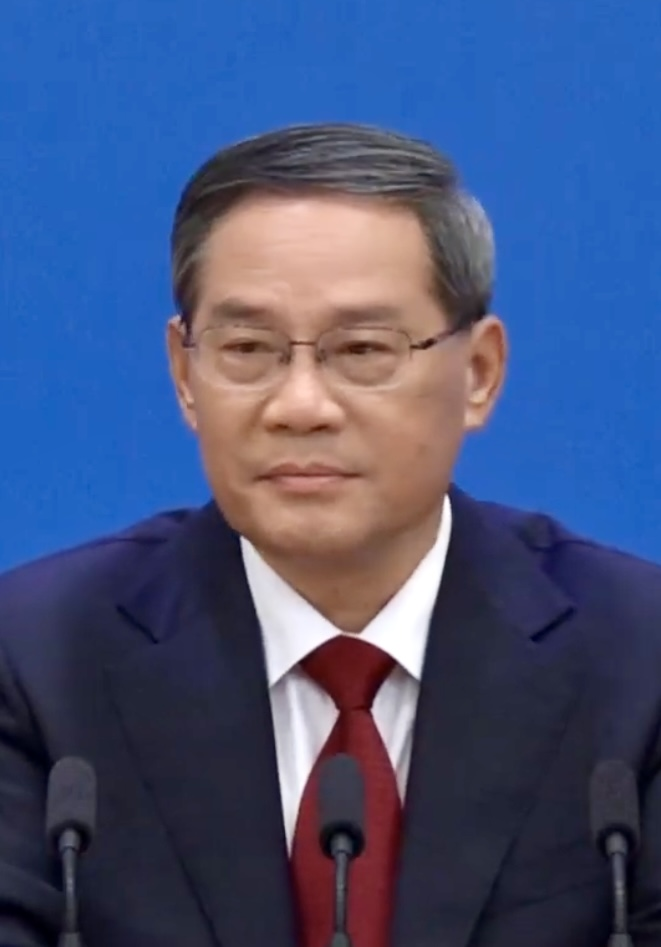
中国 李強国務院総理[2][3][4][注釈 1]
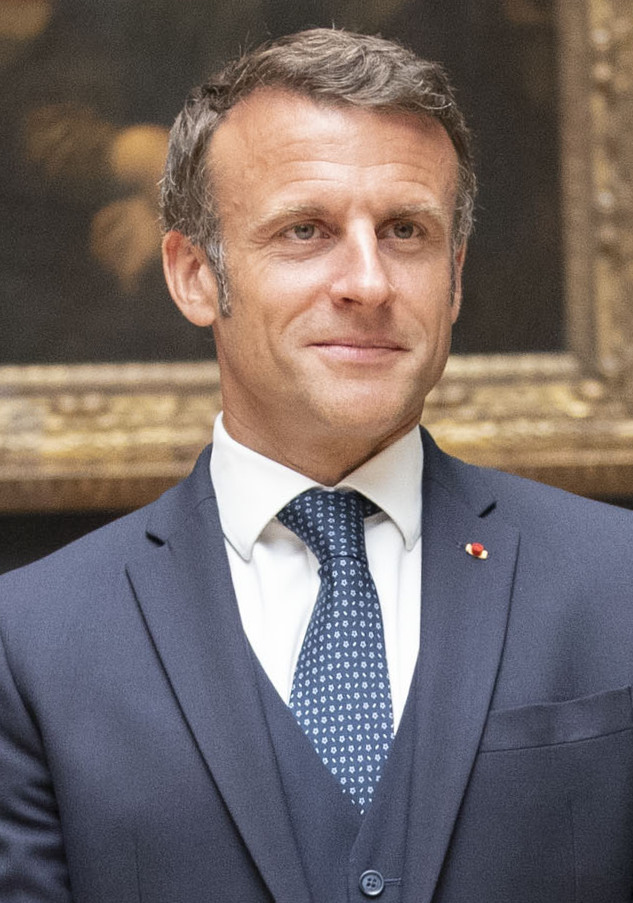
フランス エマニュエル・マクロン大統領
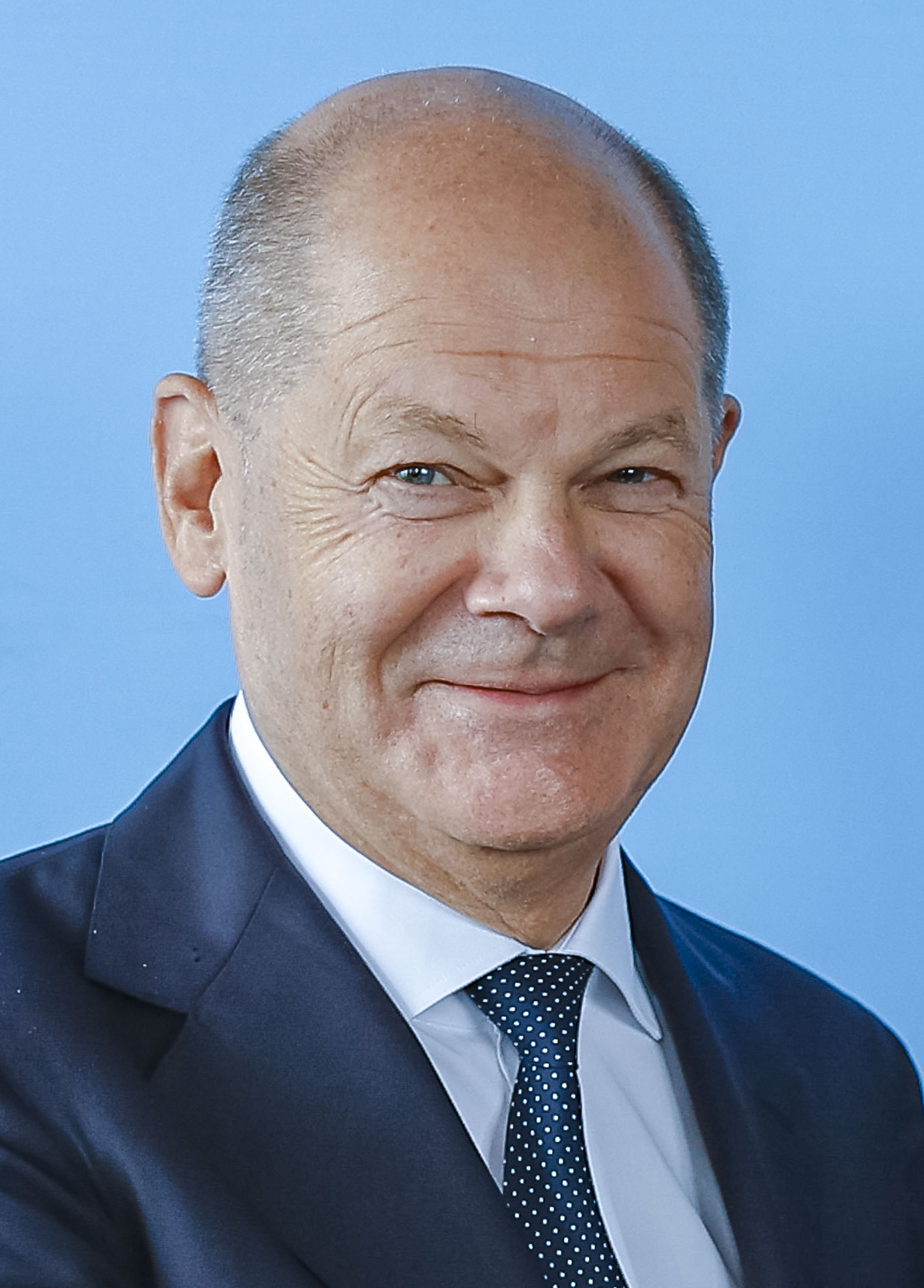
ドイツ オラフ・ショルツ連邦首相
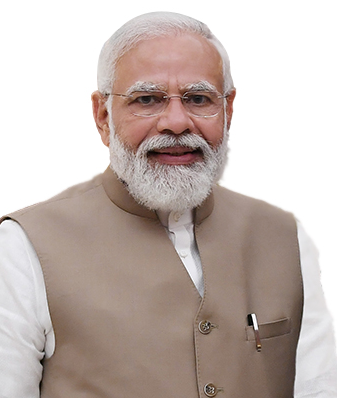
インド ナレンドラ・モディ首相 (議長国)
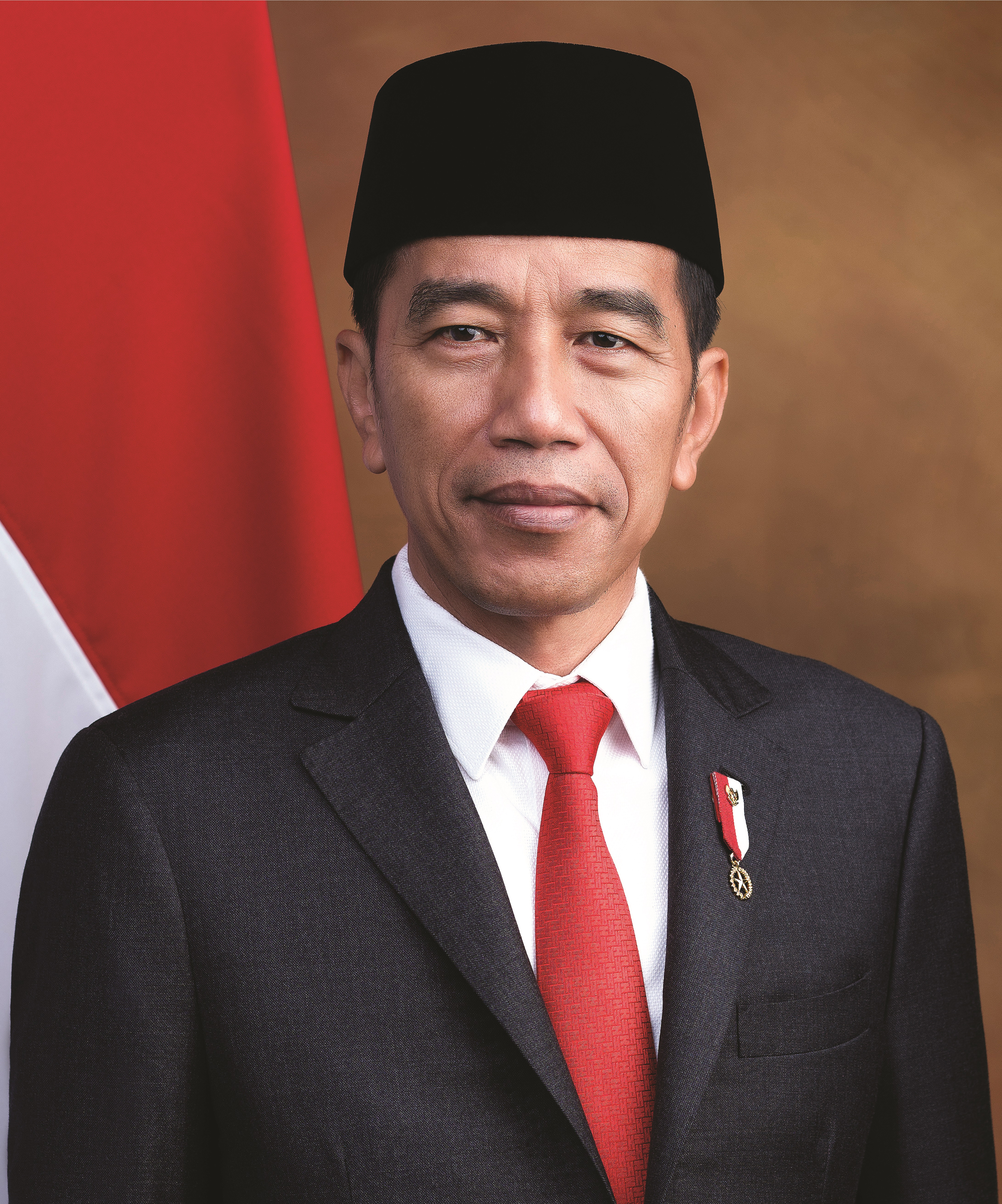
インドネシア ジョコ・ウィドド大統領 東南アジア諸国連合議長国
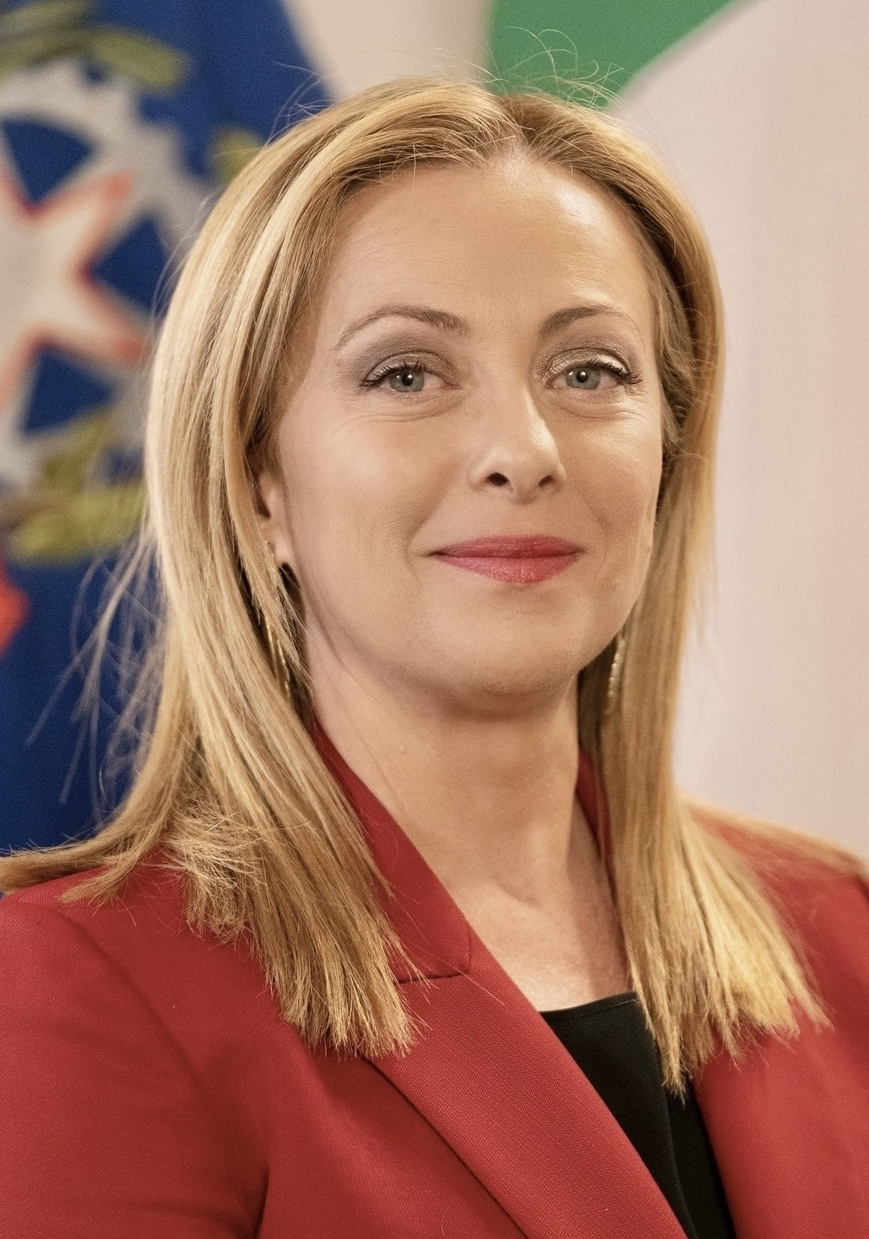
イタリア ジョルジャ・メローニ首相
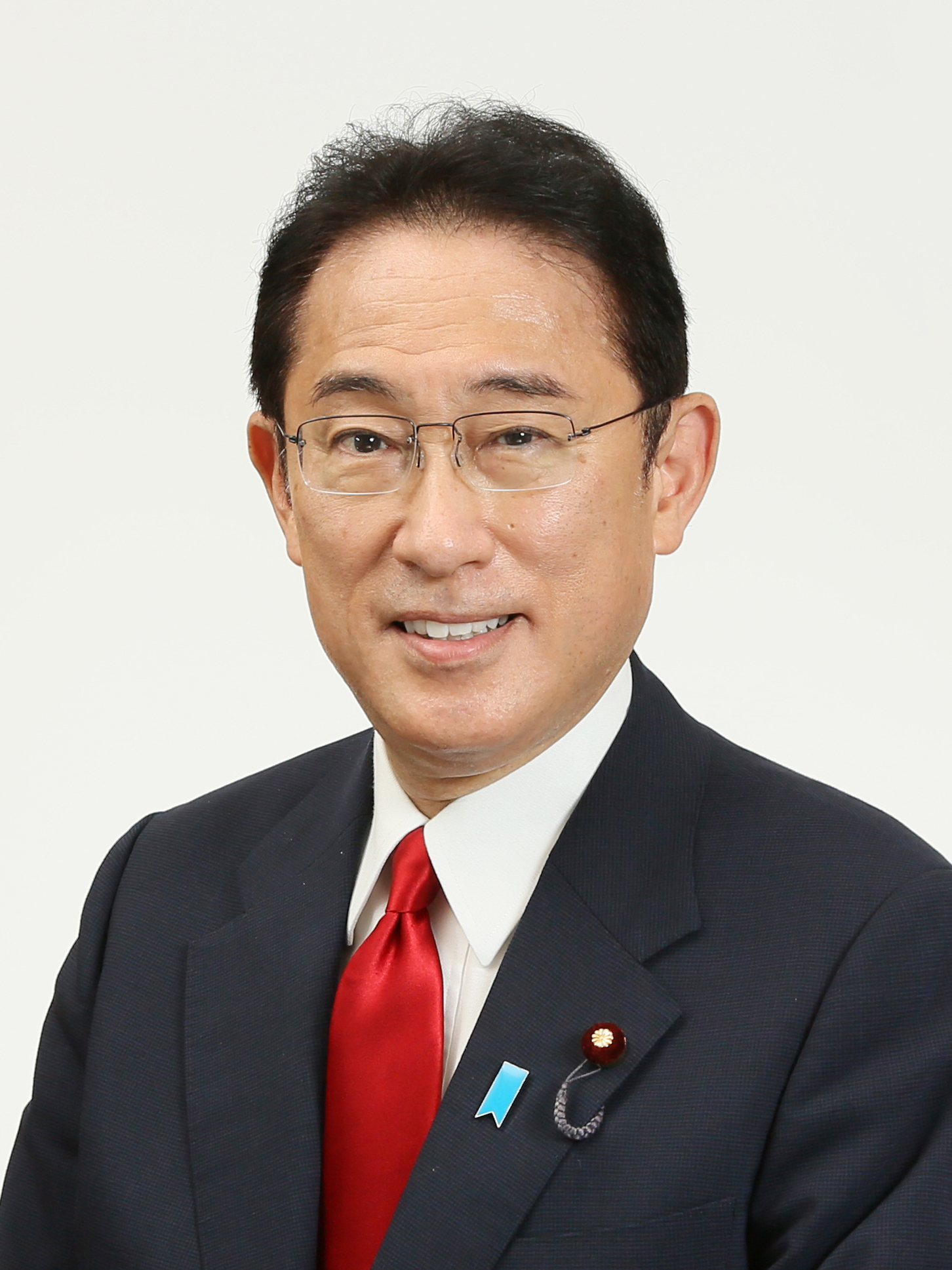
日本 岸田文雄内閣総理大臣 G7議長国
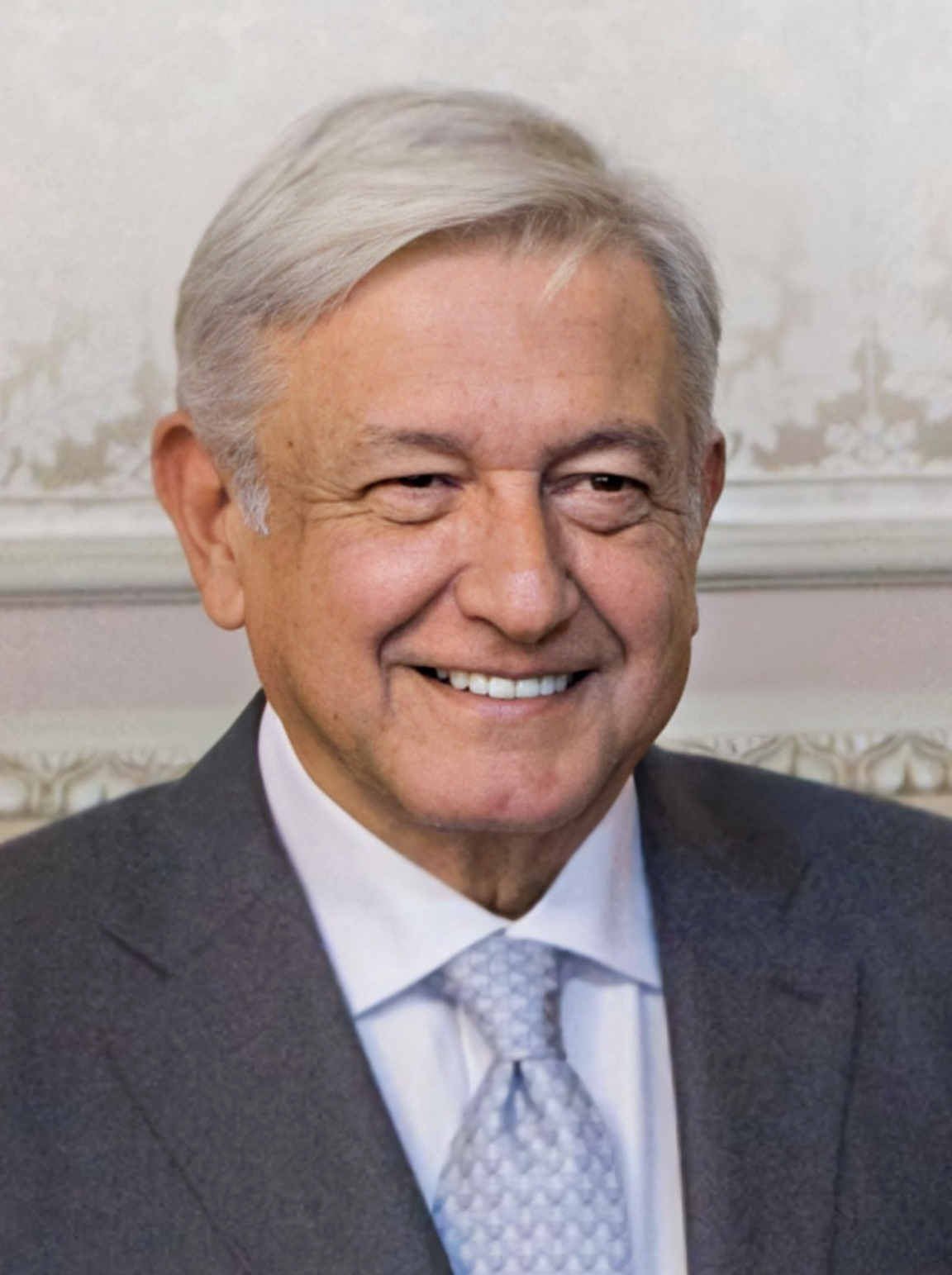
メキシコ アンドレス・マヌエル・ロペス・オブラドール大統領
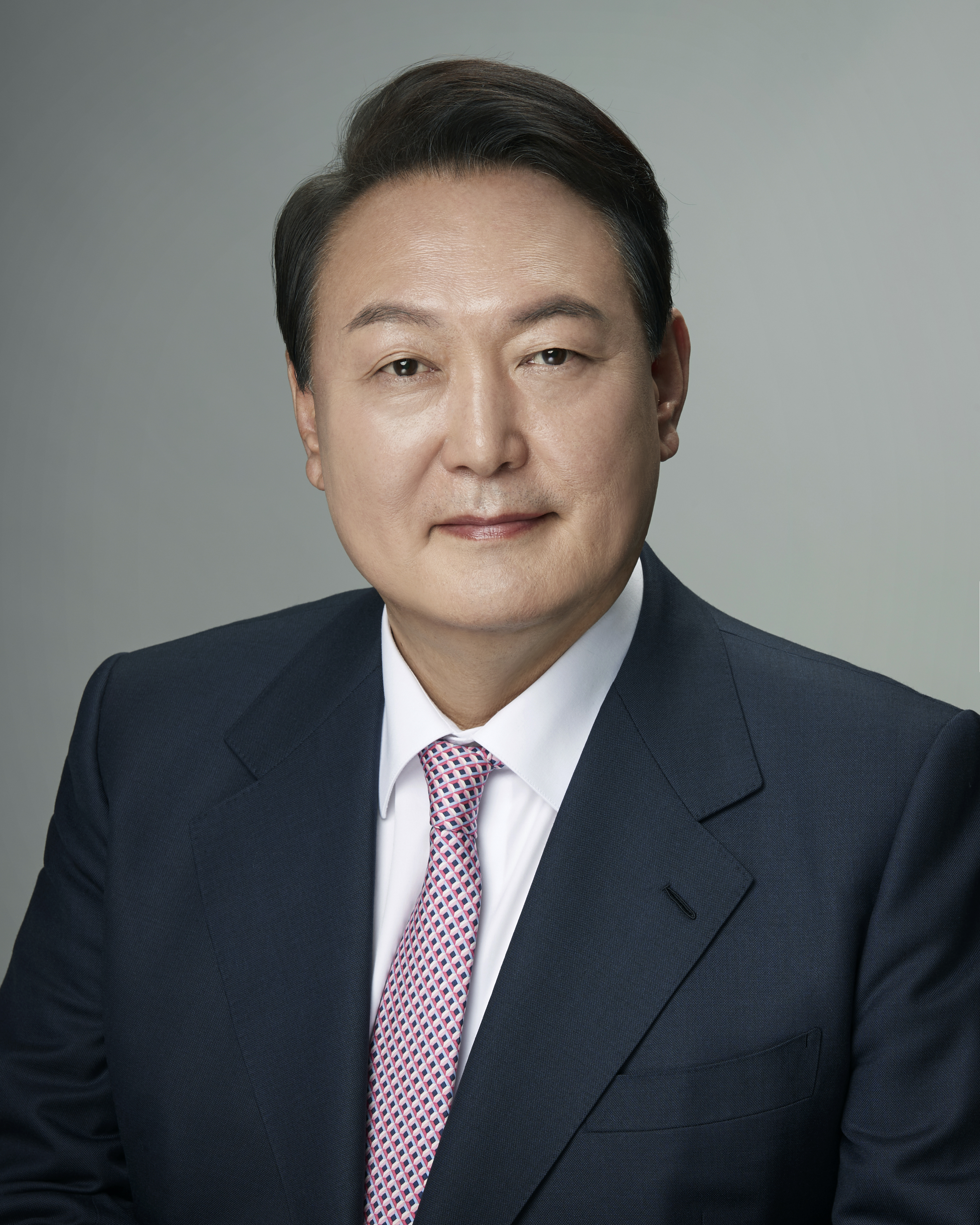
韓国 尹錫悦大統領
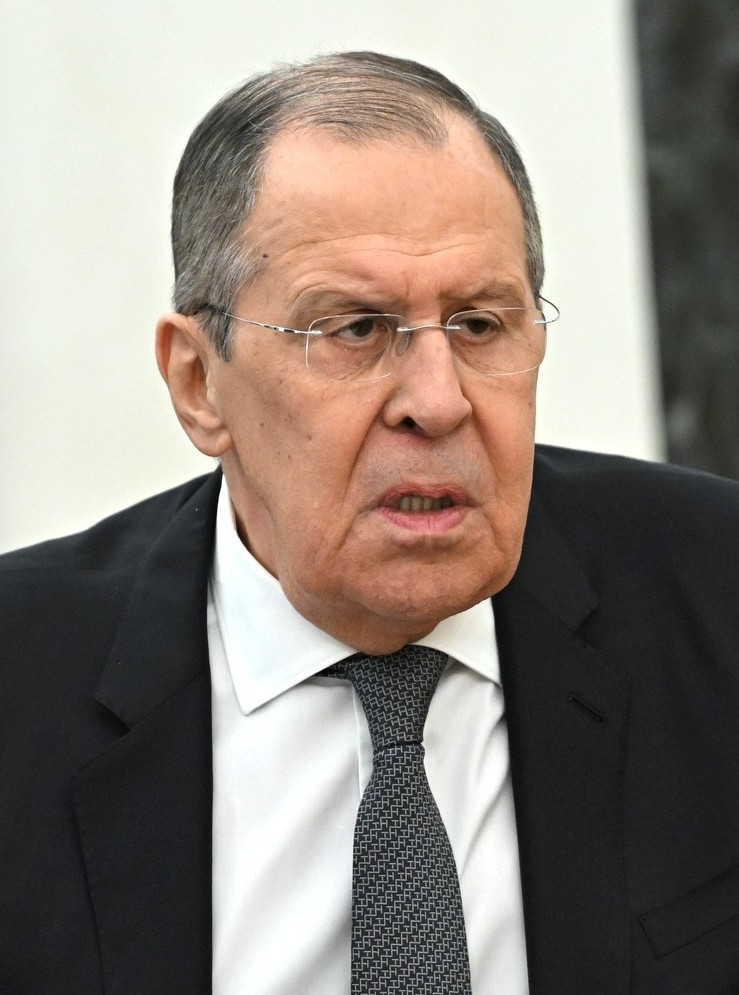
ロシア セルゲイ・ラブロフ外務大臣[5][注釈 2]
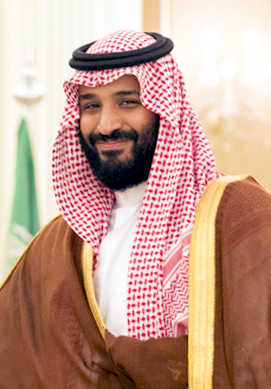
サウジアラビア ムハンマド・ビン・サルマーン・アール＝サウード皇太子 兼 首相
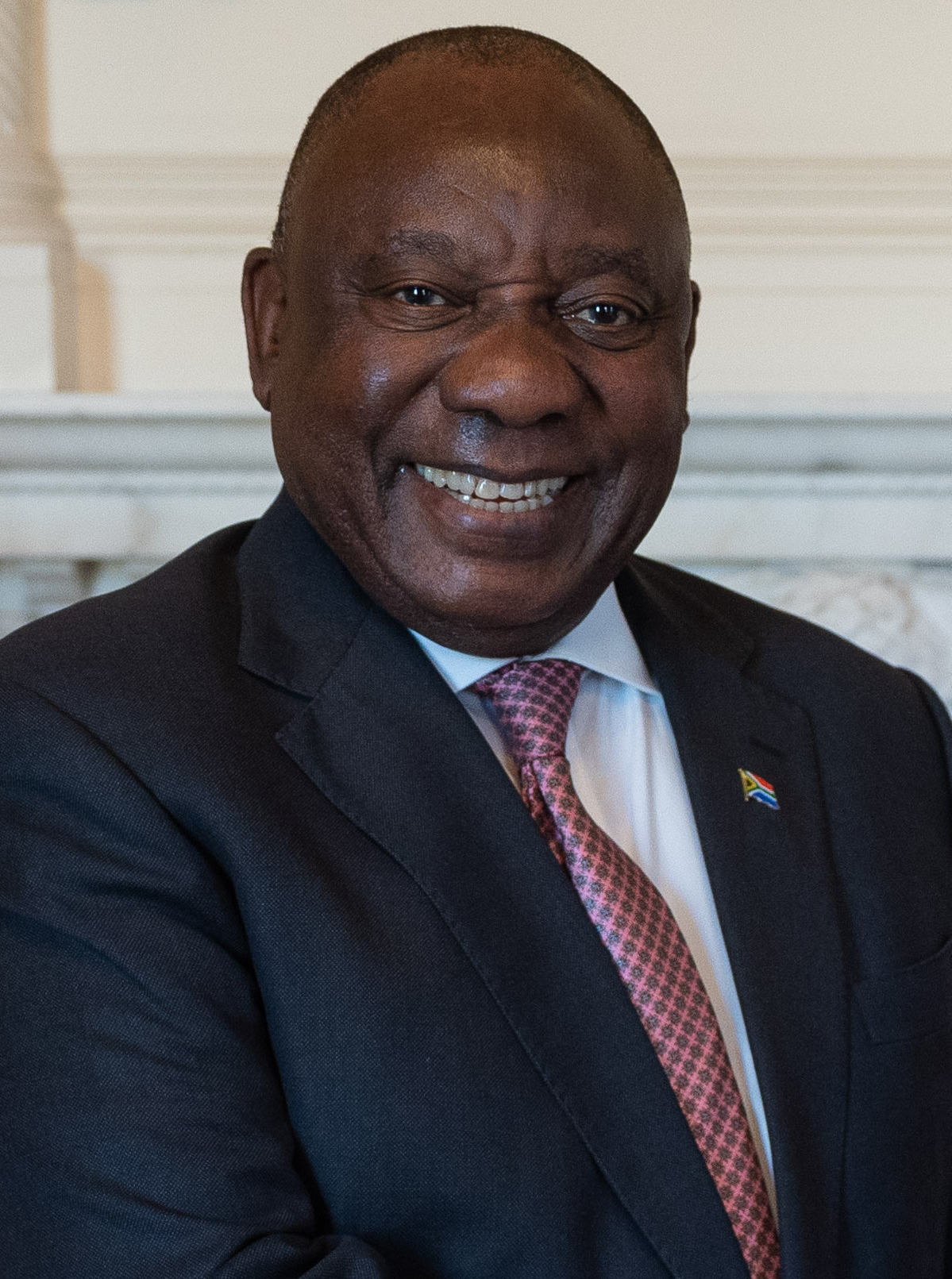
南アフリカ共和国 シリル・ラマポーザ大統領
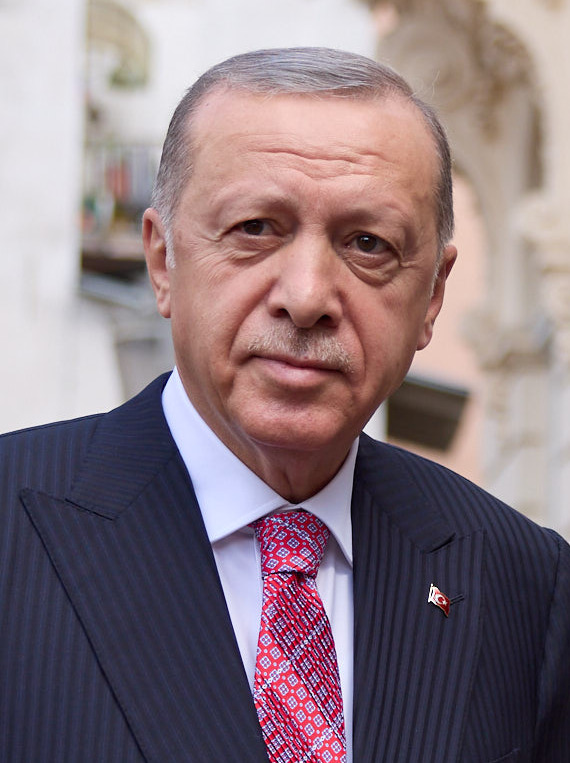
トルコ レジェップ・タイイップ・エルドアン大統領
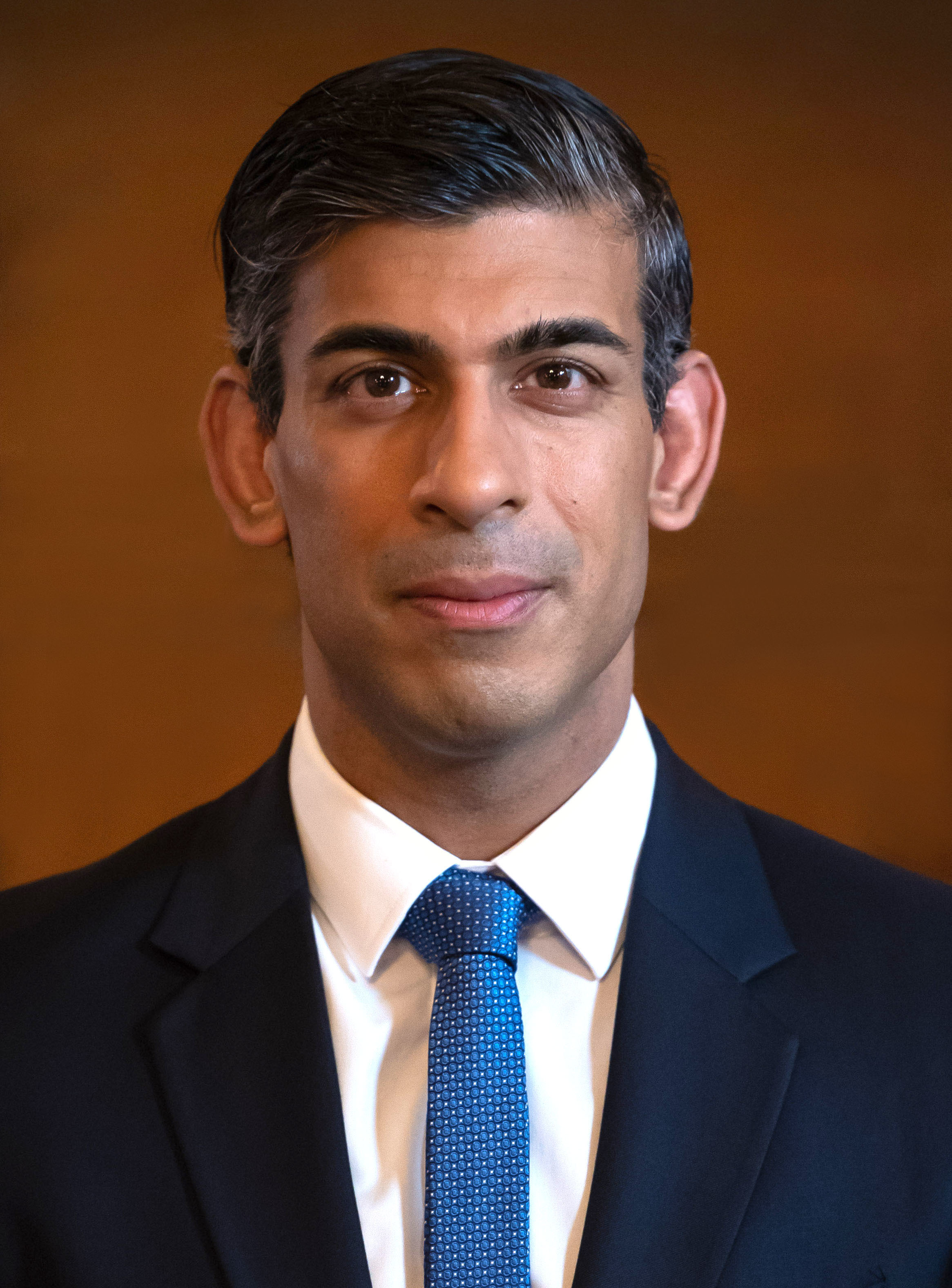
イギリス リシ・スナク首相
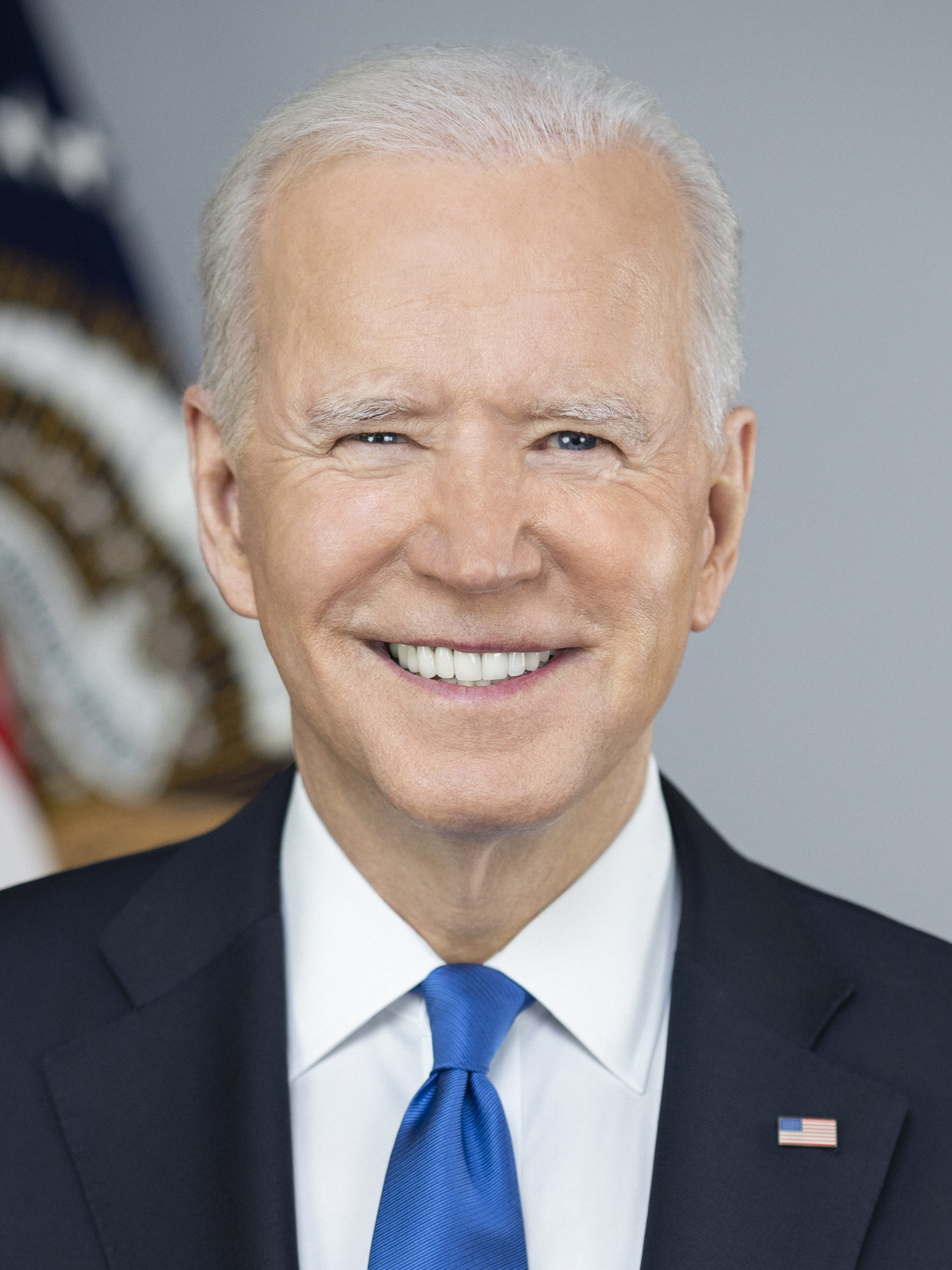
アメリカ合衆国 ジョー・バイデン大統領
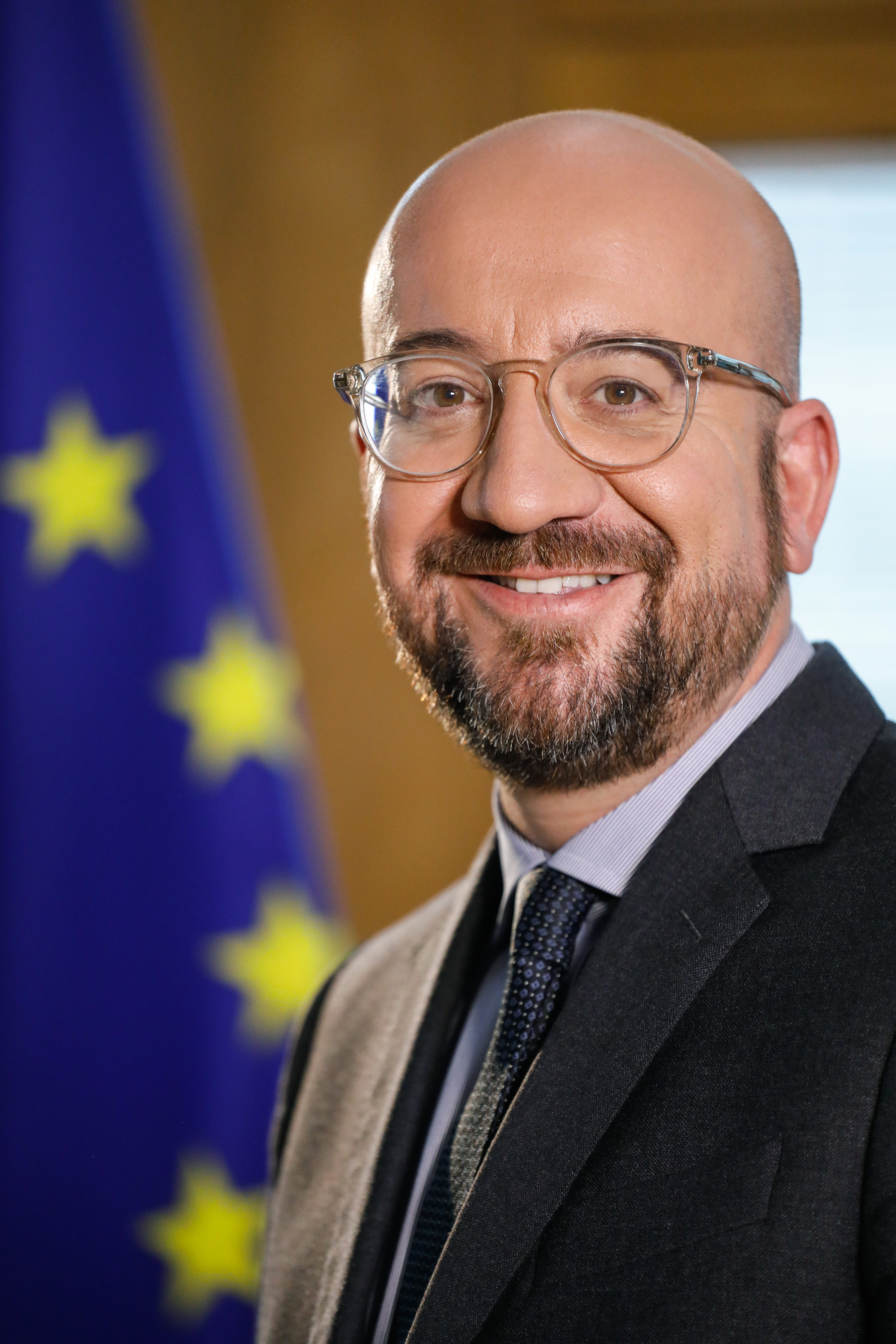
欧州連合 シャルル・ミシェル欧州理事会議長
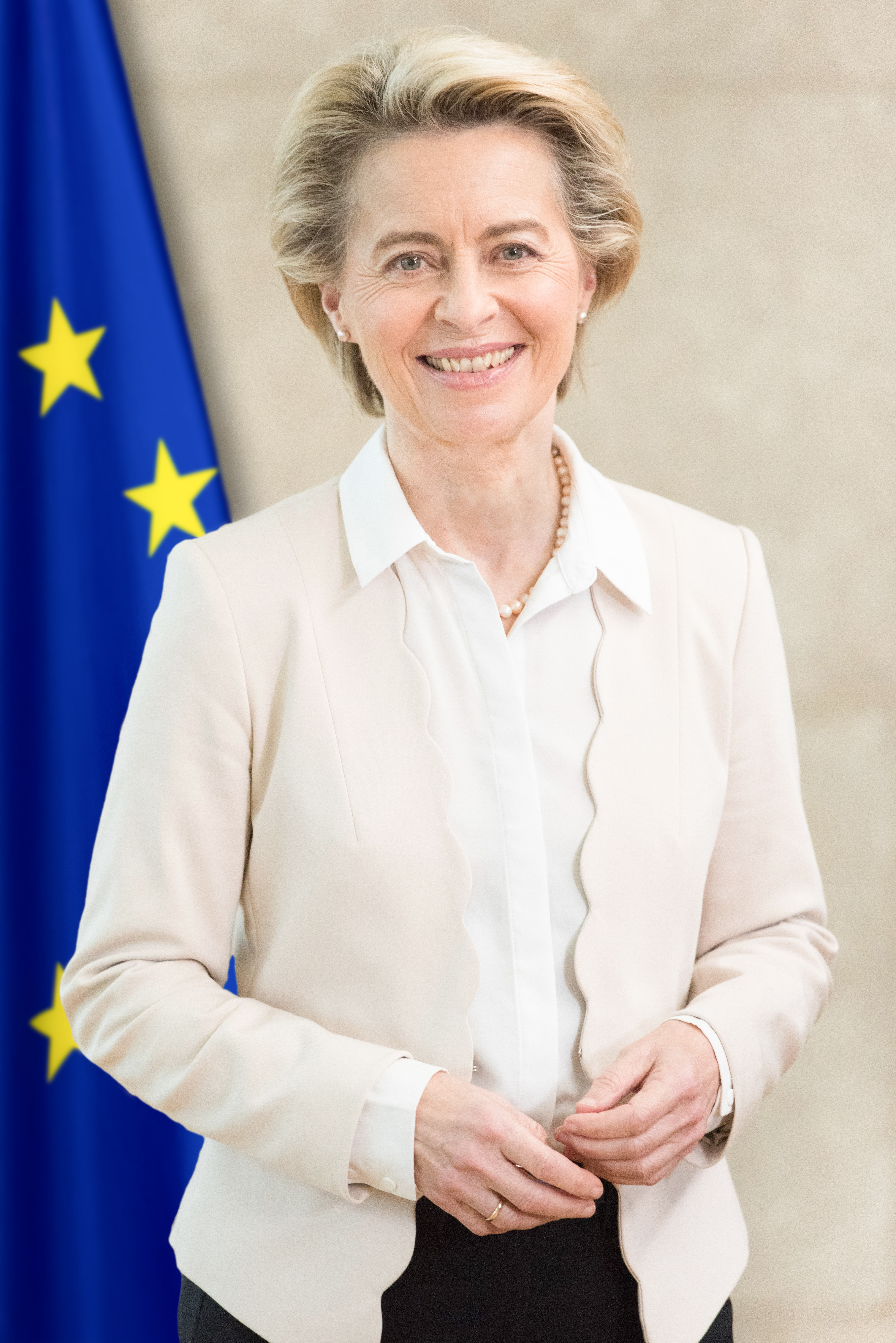
欧州連合 ウルズラ・フォン・デア・ライエン欧州委員会委員長

### 招待国

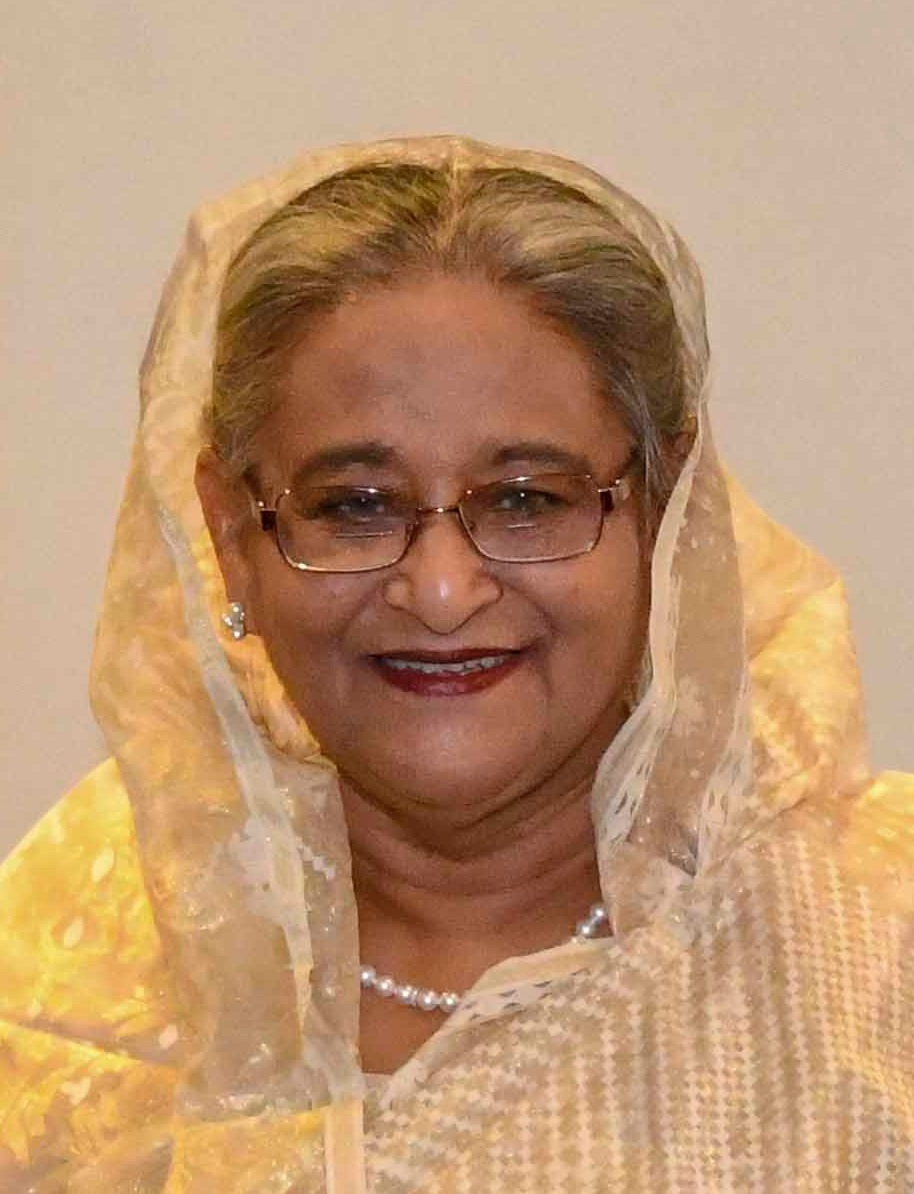
BGD シェイク・ハシナ首相
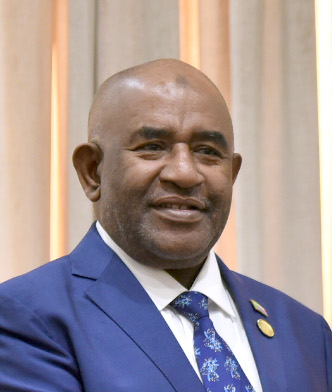
COM アザリ・アスマニ大統領 2023年度アフリカ連合議長
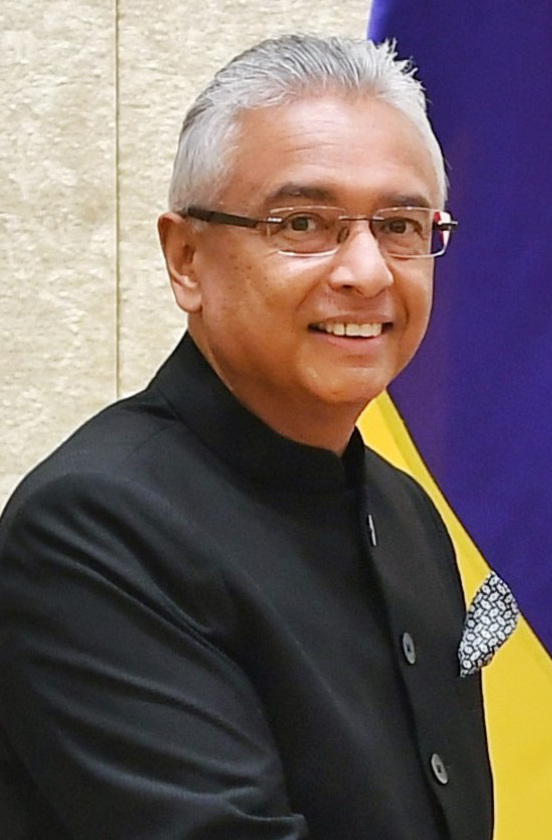
MUS プラビンド・ジュグノート首相
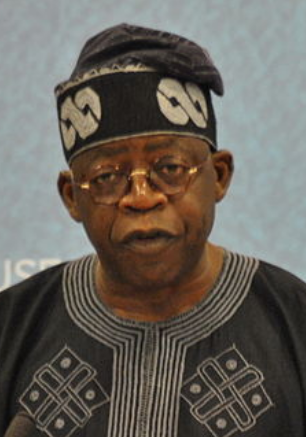
NGA ボラ・ティヌブ大統領
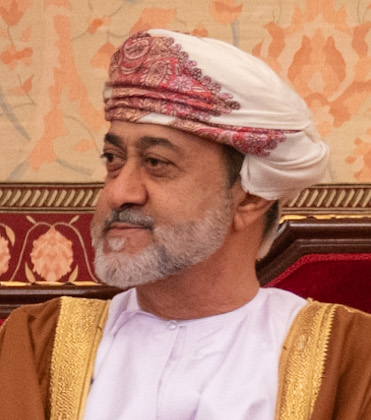
OMN ハイサム・ビン・ターリク・アール＝サイードスルターン
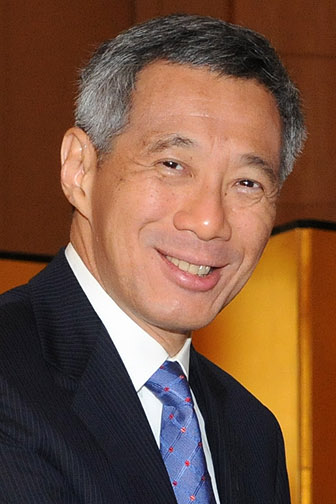
SGP リー・シェンロン首相
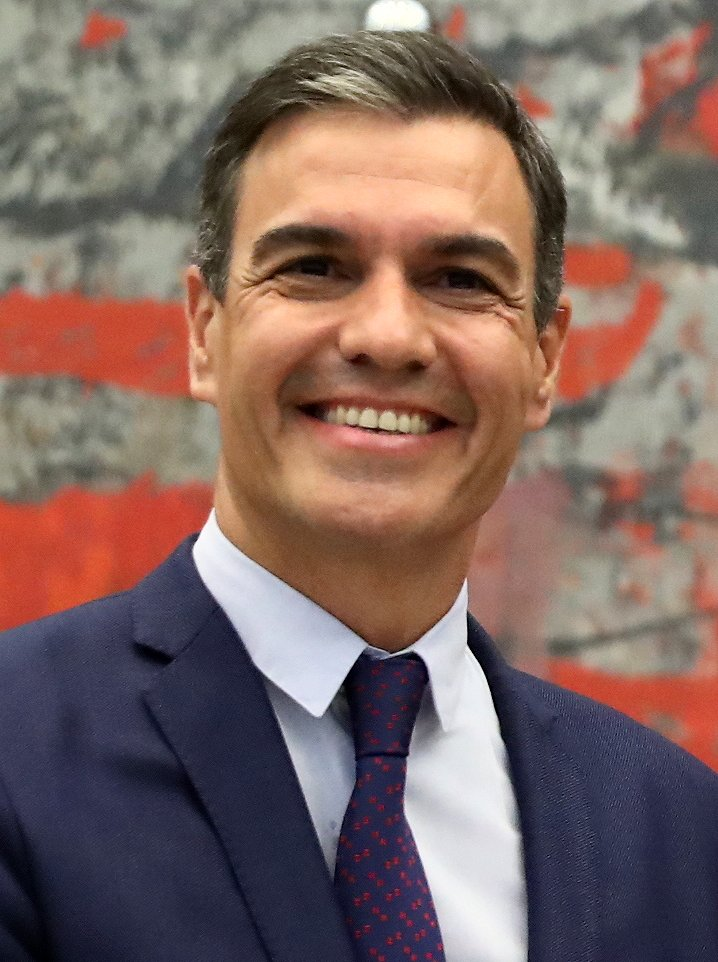
ESP ペドロ・サンチェス首相 永久招待国
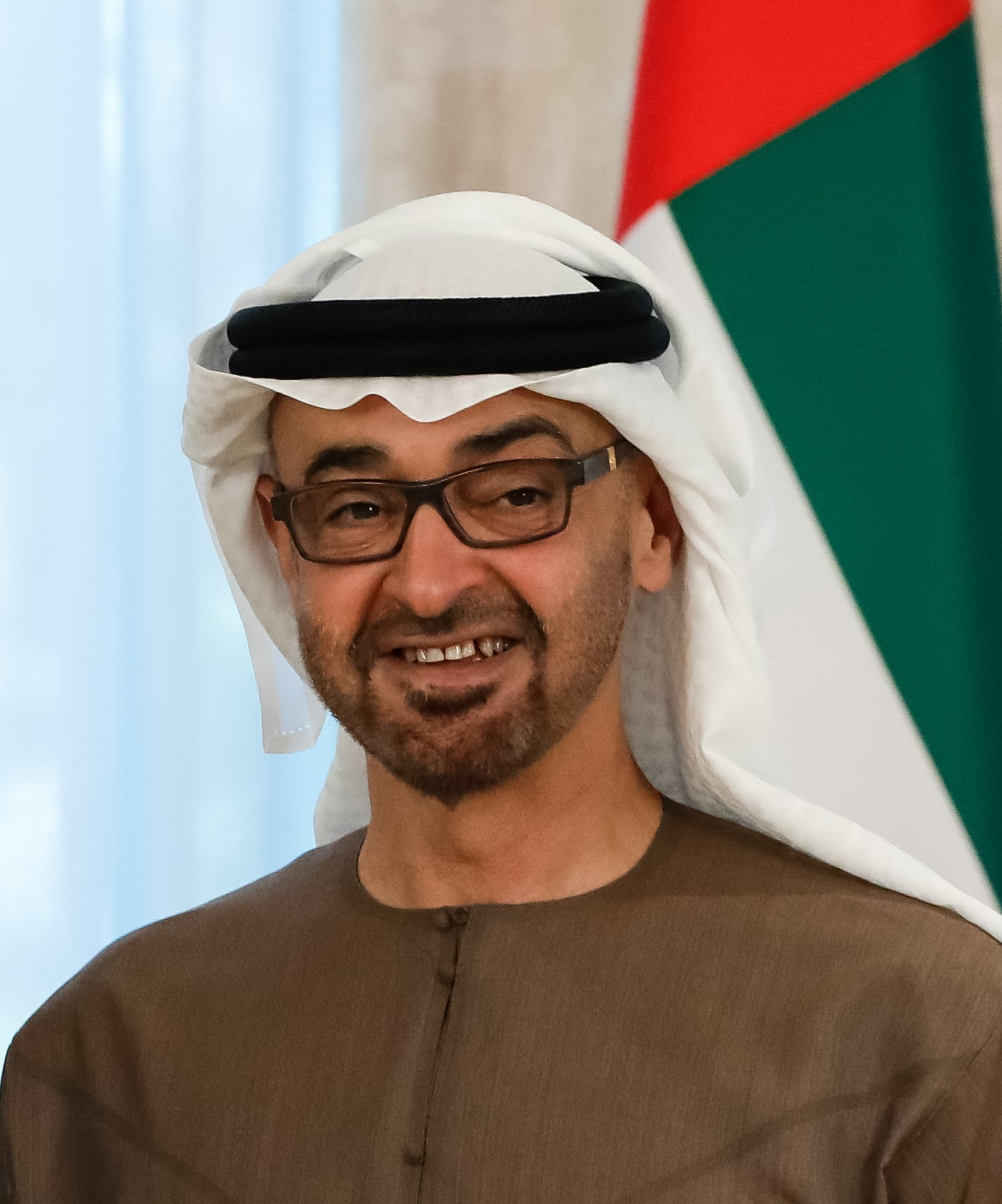
UAE ムハンマド・ビン・ザーイド・アール・ナヒヤーン大統領

- バングラデシュ
 シェイク・ハシナ首相[6][7]
- コモロ
 アザリ・アスマニ大統領
2023年度アフリカ連合議長
- モーリシャス
プラビンド・ジュグノート首相[6]
- ナイジェリア
ボラ・ティヌブ大統領[6][8][9]
- オマーン
ハイサム・ビン・ターリク・アール＝サイードスルターン[6]
- シンガポール
リー・シェンロン首相[6]
- スペイン
ペドロ・サンチェス首相[6]
永久招待国
- アラブ首長国連邦
ムハンマド・ビン・ザーイド・アール・ナヒヤーン大統領[6]